# Burzoe
Burzoe (noto anche come Burzōy e Borzuya; V-VI secolo) è stato un medico persiano, vissuto al tempo del re sassanide Cosroe I.

## Biografia
Tradusse dal sanscrito in lingua pahlavi il Panchatantra, ma sia la sua traduzione che l'originale in sanscrito da lui utilizzato sono andati perduti. Prima della loro scomparsa, comunque, la sua versione in pahlavi venne tradotta in arabo da Ibn al-Muqaffa, con il titolo di Kalila e Dimna o Le favole di Bidpai e divenne il più grande libro in prosa in arabo classico. Il libro contiene delle favole in cui gli animali antropomorfizzati con virtù e vizi umani trasmettono insegnamenti etici e principi di politica. 
L'introduzione a Le favole di Bidpai o Kalila e Dimna presenta un'autobiografia
di Burzoe. Accanto alle sue idee, cognizioni e sviluppo interiore, che conducono ad una pratica della medicina basata su motivazioni filantropiche, la ricerca delle verità da parte di Burzoe, il suo scetticismo verso il pensiero religioso e, in seguito, la sua ascesi, sono alcune caratteristiche lucidamente descritte nel testo.
Esistono diverse discussioni sul fatto che Burzoe possa essere la stessa persona di Bozorgmehr. Mentre le fonti li indicano come due persone differenti, il termine "Borzūya" potere, alcune volte è una forma abbreviata di Bozorgmehr.